# Bački Monoštor
Bački Monoštor (cyr. Бачки Моноштор; chorw. Monoštor, węg. Monostorszeg) – wieś w Serbii, w Wojwodinie, w okręgu zachodniobackim, w mieście Sombor. W 2011 roku liczyła 3485 mieszkańców, w większości Chorwatów. Liczne są też mniejszość węgierska i rumuńska.